# Ageratum mexicanum
Ageratum mexicanum là một loài thực vật có hoa trong họ Cúc. Loài này được Sims mô tả khoa học đầu tiên năm 1824.